# Ferdinand van Alençon-Orléans

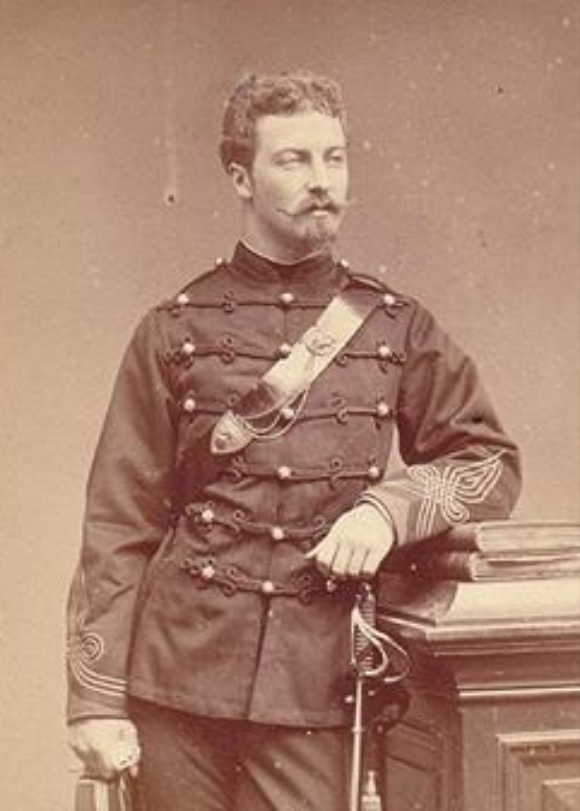
Ferdinand van Alençon

Ferdinand Filips Marie van Alençon-Orléans (Neuilly-sur-Seine, 12 juli 1840 - Wimbledon, 23 juni 1910) was een Franse hertog uit het huis Orléans.
Hij was de zoon van Lodewijk van Orléans en Victoria van Saksen-Coburg-Gotha-Koháry (een dochter van Ferdinand George August van Saksen-Coburg-Saalfeld-Koháry). Hij was een kleinzoon van de laatste Franse koning Lodewijk Filips. 
Op 28 september 1868 trouwde hij, in Possenhofen met hertogin Sophie in Beieren, de jongste dochter van Maximiliaan en Ludovika. Door dit huwelijk werd hij dus de zwager van keizer Frans Jozef I en keizerin Elisabeth van Oostenrijk-Hongarije (Sisi).
Na hun huwelijk vertrok het paar naar Engeland, waar het zich vestigde. Daar werd Sophie overvallen door aanvallen van melancholie en heimwee. 
Het paar krijgt er twee kinderen:
- Louise Victoria (1869-1952)
- Emanuel (1872-1931)

In 1872 verhuisden Ferdinand en Sophie naar Frankrijk, om zich te vestigen in Vincennes. Het huwelijk was daarna niet vrij van crises. Sophie had er een verhouding met haar gynaecoloog en nog net kon worden voorkomen dat het huwelijk strandde.